# 姚镆
姚镆（1465年—1537年），字英之，號東泉，浙江承宣布政使司寧波府慈谿縣（今浙江省寧波市慈城鎮）人。明朝政治军事人物，進士出身。有子状元姚涞。

## 生平
弘治二年（1489年）己酉科浙江鄉試舉人，弘治六年（1493年），登癸丑科進士，授禮部主事，升禮部員外郎。出爲廣西提學僉事、福建副使。正德九年（1514年），升任貴州按察使。正德十五年（1520年），拜右副都御史，延綏巡撫。
嘉靖元年（1522年），吉囊進入涇陽，姚镆派遣遊擊彭楧出西路，釋指揮卜雲，晚上出兵襲擊成功，此後召為工部右侍郎，出督漕運，改兵部左侍郎。嘉靖四年，遷右都御史，提督兩廣軍務兼巡撫。平定田州土官岑猛叛亂，晋升左都御史，加太子少保。因得罪霍韜、方獻夫、張璁、桂萼，遭落職閒住。嘉靖十三年，因大學士費宏、李時舉薦，命以兵部尚書總制三邊軍務，因拒絕赴任而罷免。家居數年去世。

## 著作
有《姚东泉文集》。

## 遗迹
- 姚镆故居，俗称“状元第”，又称“姚家大堂”，今位于宁波慈城民族路18号。

## 家族
曾祖姚士经；祖父姚悌；父姚墅，母胡氏。具庆下。

## 延伸閱讀
[在维基数据编辑]
 《國朝獻徵錄·卷之五十七》，出自焦竑《國朝獻徵錄》
 《四明人鑑·明左都御史太子太保姚公鏌》，出自《四明人鑑》
 《明史卷二百》，出自《明史》